# HT Tatran Prešov
L'Handball Team Tatran Prešov è una squadra di pallamano maschile slovacca con sede a Prešov.

È stata fondata nel 1952.

## Palmarès

### Titoli nazionali
- Campionato cecoslovacco di pallamano maschile: 3
  - 1968-69, 1970-71, 1992-93.
- Campionato slovacco di pallamano maschile: 19
  - 2003-04, 2004-05, 2006-07, 2007-08, 2008-09, 2009-10, 2010-11, 2011-12, 2012-13, 2013-14, 2014-15, 2015-16, 2016-17, 2017-18, 2018-19, 2020-21, 2021-22, 2023-24, 2024-25
- Coppa della Cecoslovacchia: 4 
  - 1970-71, 1973-74, 1974-75, 1975-76
- Coppa della Slovacchia: 25
  - 1970-71, 1973-74, 1974-75, 1975-76, 1977-78, 1980-81, 1981-82, 2001-02, 2003-04, 2004-05, 2006-07, 2007-08, 2008-09, 2009-10, 2010-11, 2011-12, 2012-13, 2013-14, 2014-15, 2015-16, 2016-17, 2017-18, 2019-20, 2022-23, 2023-24